# Union démocratique seychelloise
Pour les articles homonymes, voir Union démocratique.
Union démocratique seychelloise (en créole seychellois : Linyon Demokratik Seselwa abrégé en LDS) est une coalition politique seychelloise du Parti national des Seychelles (SNP), de l'Alliance seychelloise (LS), du Parti des Seychelles pour la justice sociale et la démocratie, du Seychelles United Party et du candidat indépendant Philippe Boullé.
Elle fut créée à la suite de l'élection présidentielle de 2015 par des partis et des candidats contestants les résultats de celle-ci. Elle est enregistrée comme parti politique le 7 avril 2016.
Elle a par la suite remporté les élections législatives de 2016 et de 2020 ainsi que la présidentielle de 2020.
L'Alliance seychelloise quitte la coalition le février 2018 après la démission de son chef Patrick Pillay en tant que président et membre de l'Assemblée nationale en janvier 2018.

## Résultats électoraux

### Élection présidentielle
| Élection | Candidat         | Votes    | %        | Votes   | %       | Résultat |
| Élection | Candidat         | 1er tour | 1er tour | 2d tour | 2d tour | Résultat |
| -------- | ---------------- | -------- | -------- | ------- | ------- | -------- |
| 2020     | Wavel Ramkalawan | 35 562   | 54.91%   | -       | -       | Élu Oui  |

### Élections législatives
| Année | Voix   | %     | Rang | Élus    |
| ----- | ------ | ----- | ---- | ------- |
| 2016  | 30 444 | 49,59 | 1er  | 19 / 33 |
| 2020  | 35 202 | 54,84 | 1er  | 25 / 35 |